# U 752
U 752 war ein deutsches U-Boot vom Typ VII C im Zweiten Weltkrieg.

## Bau
Die Baunummer von U 752 lautete 135, die Kiellegung erfolgte am 5. Januar 1940 bei der Kriegsmarinewerft Wilhelmshaven, der Stapellauf fand schließlich am 29. März 1941 statt. Das Boot wurde am 24. Mai 1941 unter dem Kommando von Kapitänleutnant Karl-Ernst Schroeter in Dienst gestellt. Die Patenstadt des Bootes war Heilbronn am Neckar, das Boot trug das Stadtwappen am Turm.

## Flottillenzugehörigkeit
Zunächst wurde U 752 bei der 3. U-Flottille von Mai bis August 1941 als Ausbildungsboot eingesetzt. Danach wurde es der 3. Flottille als Frontboot zugeteilt, der es bis zu seiner Versenkung am 23. Mai 1943 angehörte.

## Versenkung
Am 23. Mai 1943 wurde das Boot, im Nordatlantik, auf der Position 51° 40′ N, 29° 49′ W, beim Versuch den Geleitzug HX 239 anzugreifen, von einer Fairey Swordfish unter dem Kommando von Sub-Lt. H. Horrocks der 819 Naval Air Sqn. (FAA) des britischen Trägers HMS Archer, überraschend angegriffen und durch Raketen im Tauchtank 4 getroffen. Es wurde schwer beschädigt und war tauchunklar, zudem gab es viele Verwundete und Tote an Bord. Die Flak-Geschütze des Bootes konnten dennoch besetzt und weitere Angriffe der Swordfish und einer hinzukommenden Martlet abgewehrt werden. Beim Annähern der britischen Zerstörer Keppel und Escapade wurde die Lage jedoch aussichtslos. Bei dem Raketenangriff auf das Boot war unter anderen der Kommandant gefallen.
Der einundzwanzigjährige leitende Ingenieur, Heinz Krey, der erst im Dezember 1939 in die Kriegsmarine eingetreten war, übernahm das Kommando. Er befahl der verbliebenen Besatzung, das Boot zu verlassen, da der Ausgang eines möglichen Überwassergefechts mit den weit überlegenen Feindschiffen völlig klar war. Er blieb aber an Bord des U-Boots, um es zu versenken. Das Boot sowie wichtige Unterlagen sollten nicht in Feindeshand geraten. Die Versenkung gelang ihm, jedoch schaffte Krey es nun nicht mehr, das nach dem Öffnen der Bodenventile schnell sinkende U-Boot rechtzeitig zu verlassen.

## Verluste und Folgen
Der Untergang war von U 91 beobachtet worden, dieses nahm zehn Mann auf, von denen aber nur vier überlebten. 13 Mann gerieten in britische Kriegsgefangenschaft. Beim Luftangriff auf das Boot waren 30 Mann der Besatzung gefallen oder so schwer verwundet, dass sie das Boot nicht mehr verlassen konnten, denn das U-Boot war so schwer beschädigt, dass die verklemmten Schotte nicht mehr zur Flucht geöffnet werden konnten. U 752 war das erste deutsche U-Boot, das durch eine Rakete versenkt wurde. Die No. 819 Sqn. war erst drei Wochen zuvor damit ausgerüstet worden.
Heinz Krey bekam für die Versenkung des Bootes, die es dem Zugriff des Feindes entzog, postum am 4. September 1943 das Ritterkreuz des Eisernen Kreuzes verliehen. Auf einer Gedenktafel des 1930/33 angelegten U-Boot-Ehrenmals Möltenort wurden die Namen der gefallenen Besatzungsmitglieder von U 752 verzeichnet. Als Erster wird der Kommandant und an zweiter Stelle, nach alphabetischer Reihenfolge, Heinz Krey, erwähnt. Ein Barackenlager, das kurz nach Beginn des Zweiten Weltkrieges in Flensburg-Mürwik, gegenüber der Marinesportschule gebaut worden war, und in dem nach dem Krieg Flüchtlinge untergebracht wurden, erhielt den Namen Heinz-Krey-Lager. Am 4. Juli 1957 und 30. April 1959, erhielten die benachbarte Straßen des Lagers auf Anregung eines Offiziers der Marineschule Mürwik, die Namen Heinz-Krey-Straße und Heinz-Krey-Hof.